# 峰峰集团
冀中能源峰峰集团有限公司（Jizhong Energy Fengfeng Group Company Limited），冀中能源集團旗下公司，是以煤炭采选、煤化工、电力、装备制造、建筑施工、现代物流等業務。它的总部位于河北邯鄲。董事長為陈亚杰。
其集團前身為峰峰礦務局，是在1949年9月18日開始成立，1998年8月正式轉為企業化，2003年7月開始組成為峰峰集團有限公司，到了2008年6月，和河北金牛能源集團統一組成冀中能源集團有限責任公司。